# Руут Тармо
Руут Тармо (ест. Ruut Tarmo; *26 квітня 1896, Тарту — †28 січня 1967, Таллінн) — естонський театральний та кіноактор, театральний режисер, чия творча діяльність тривала більше п'яти десятиліть.

## Ранні роки
Руут Тармо, справжнє ім'я Харальд Рудольф Кляйн, народився в Тарту в 1896 та почав свою кар'єру на сцені рідного міста в 1912. В 1914 році він приєднався до відомого театру Ванемуіне і згодом виступав на найбільших світових сценах (прийнамні двічі він з'являвся на сцені Лондонського театру разом із співвітчизником Антсом Есколою), а також на сцені Естонської Національної опери та Естонського драматичного театру. В 1927 році він дебютував у кіно фільмі, сценаристами якого виступили Аскелла Лутс та Теодор Лутс, — німа драма «Молоді орли» (Noored kotkad), який зображує боротьбу естонських солдатів у війні за незалежність Естонії 1918–1920 років.

## Арешт
Після вторгнення та анексії Естонії в роки Другої світової війни Радянським Союзом, Тармо був заарештований радянською владою, разом з багатьма іншими представниками творчої еліти та інтелігенції, наприклад, його дружиною актрисою Марі Мьольдре та автором Геіті Талвіком, та був запроторений до в'язниці. Після звільнення йому було заборонено брати участь у культурному житті аж до смерті Йосипа Сталіна. Після того як заборону було знято, Тармо повернувся на театральну та кіно сцени. В 1955 році він знявся у першому фільмі після заборони — комедійна стрічка з короткою назвою «Värav nr. 2», режисера Олега Лентсіуса.

## Смерть та спадщина
Тармо залишався популярним театральним та кіноактором аж до самої смерті в Таллінні в 1967 році. В 1971 році, його дружина написала посмертну біографію актора «Руут Тармо», виданою «Eesti Raamat» в Таллінні. В 2010 році п'єса з назвою «Марі та Руут» була поставлена в Театрі Естонської драми, де змальовано життя Тармо та його дружини Марі Мьольдре протягом часу ув'язнення актора.

## Нагороди і звання
- Заслужений артист Естонської РСР (1959)[7]
- Народний артист Естонської РСР (1966)[7]